# Гуйян (Чэньчжоу)
Гуйя́н (кит. упр. 桂阳, пиньинь Guìyáng) — уезд городского округа Чэньчжоу провинции Хунань (КНР).

## История
При империи Хань в 113 году до н. э. южная часть Чаншаского округа (长沙郡) была выделена в отдельный Гуйянский округ (桂阳郡), органы власти которого размещались в уезде Чэньсянь (郴县). Во времена империи Цзинь западная часть уезда Чэньсянь была в 317 году выделена в отдельный уезд Пинъян (平阳县). Когда китайские земли оказались объединены в империю Суй, то в 589 году Гуйянский округ был расформирован, а вместо него была создана Чэньчжоуская область (郴州), уезд Пинъян был при этом опять присоединён к уезду Чэньсянь.
При империи Тан уезд Пинъян был в 625 году создан вновь. С 757 по 820 годы в нём размещались областные власти. С 804 года была учреждена должность размещавшегося в уезде Пинъян Гуйянского инспектора (桂阳监), надзиравшего за добычей меди и чеканкой монеты. В 904 году уезд Пинъян был расформирован, а его земли перешли под управление Гуйянского инспектора. Во времена Поздней Цзинь в 939 году под управления Гуйянского инспектора перешли также земли расформированного уезда Линьу, а при империи Сун в 1005 году — уезд Ланьшань. В 1019 году был восстановлен уезд Пинъян, оставшись в подчинении Гуйянского инспектора. В 1133 году земли, находившиеся в подчинении Гуйянского инспектора, были преобразованы в Гуйянский военный округ (桂阳军).
После монгольского завоевания и образования империи Юань Гуйянский военный округ был в 1277 году преобразован в Гуйянский регион (桂阳路). После свержения власти монголов и основания империи Мин «регионы» были переименованы в «управы» — так в 1368 году появилась Гуйянская управа (桂阳府), властям которой подчинялись уезды Пинъян и Линьу, а также Чаннинская и Лэйянская области. В 1376 году Гуйянская управа была понижена в статусе и стала Гуйянской областью (桂阳州); при этом другие области были выведены из её состава, а уезд Пинъян был расформирован, в результате чего в состав области вошли уезды Линьу, Ланьшань, созданный на стыке уезда Линьу и бывшего уезда Пинъян уезд Цзяхэ, и территория, напрямую подчинённая областным властям.
Во времена империи Цин У Саньгуй, начав в 1673 году своё антиманьчжурское восстание, в 1678 году провозгласил себя императором государства Чжоу. Из-за практики табу на имена, чтобы избежать использования иероглифа «гуй», входившего в личное имя У Саньгуя, Гуйянская область была переименована в Наньпинскую (南平州). После возвращения этих мест под власть империи Цин области было в 1679 году возвращено прежнее название. В 1732 году область была поднята в статусе, став Гуйянской непосредственно управляемой областью (桂阳直隶州). После Синьхайской революции в Китае была проведена реформа структуры административного деления, в ходе которой области были упразднены, поэтому в 1913 году Гуйянская непосредственно управляемая область была расформирована, а на территории, до этого напрямую управлявшейся областными властями, был создан уезд Гуйян.
После образования КНР в 1949 году был создан Специальный район Чэньсянь (郴县专区), и уезд вошёл в его состав. В 1951 году Специальный район Чэньсянь был переименован в Специальный район Чэньчжоу (郴州专区).
В октябре 1952 года Специальный район Чэньчжоу был расформирован, и его административные единицы перешли в состав новой структуры — Сяннаньского административного района (湘南行政区). В 1954 году Сяннаньский административный район был упразднён, и был вновь создан Специальный район Чэньсянь.
В марте 1959 года уезд Синьтянь был присоединён к уезду Гуйян.
29 августа 1960 года Специальный район Чэньсянь был вновь переименован в Специальный район Чэньчжоу.
В июле 1961 года уезд Синьтянь был вновь выделен из уезда Гуйян.
В 1970 году Специальный район Чэньчжоу был переименован в Округ Чэньчжоу (郴州地区).
Постановлением Госсовета КНР от 17 декабря 1994 года округ Чэньчжоу был преобразован в городской округ.

## Административное деление
Уезд делится на 3 уличных комитета, 17 посёлков, 1 волость и 1 национальную волость.